# Japanische Alpen

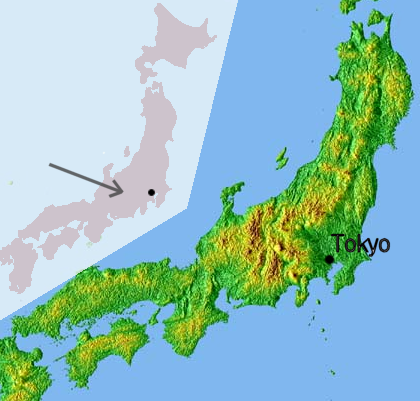
Lagekarte der Japanischen Alpen

Die Japanischen Alpen (japanisch 日本アルプス, Nihon Arupusu) sind ein Gebirge auf der japanischen Insel Honshū, bestehend aus den Gebirgszügen des Hida-Gebirges (Nordalpen), des Kiso-Gebirges (Zentralalpen) und des Akaishi-Gebirges (Südalpen).
In den Japanischen Alpen befinden sich Dreitausender wie der Kita-dake mit 3193 m T.P. und der Hotaka-dake mit 3190 m T.P.
Der Berg Ontake (3067 m T.P.) ist nicht nur Ziel von Wallfahrten, sondern auch ein aktiver Vulkan, seine letzten Ausbrüche waren 1979, 1980 sowie 2014.

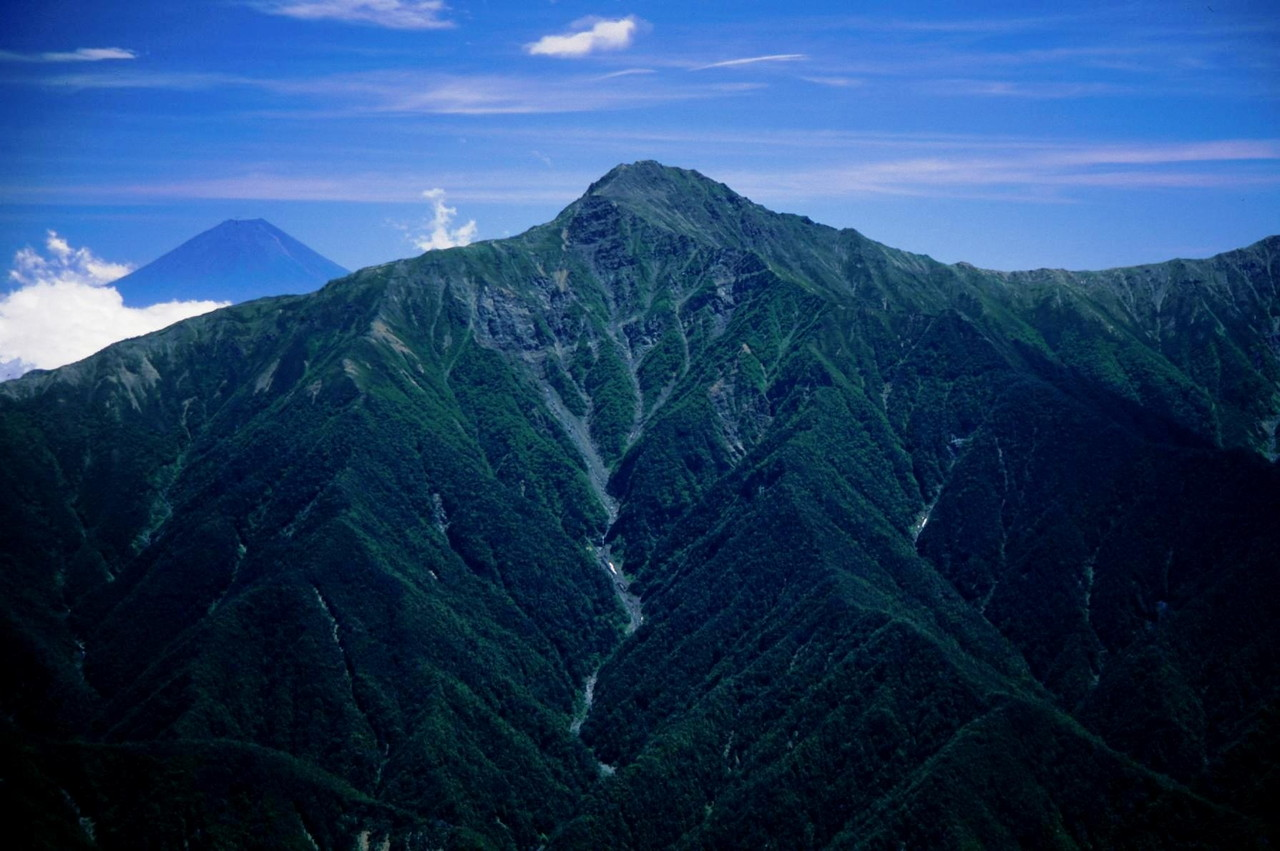
Akaishi-Gebirge
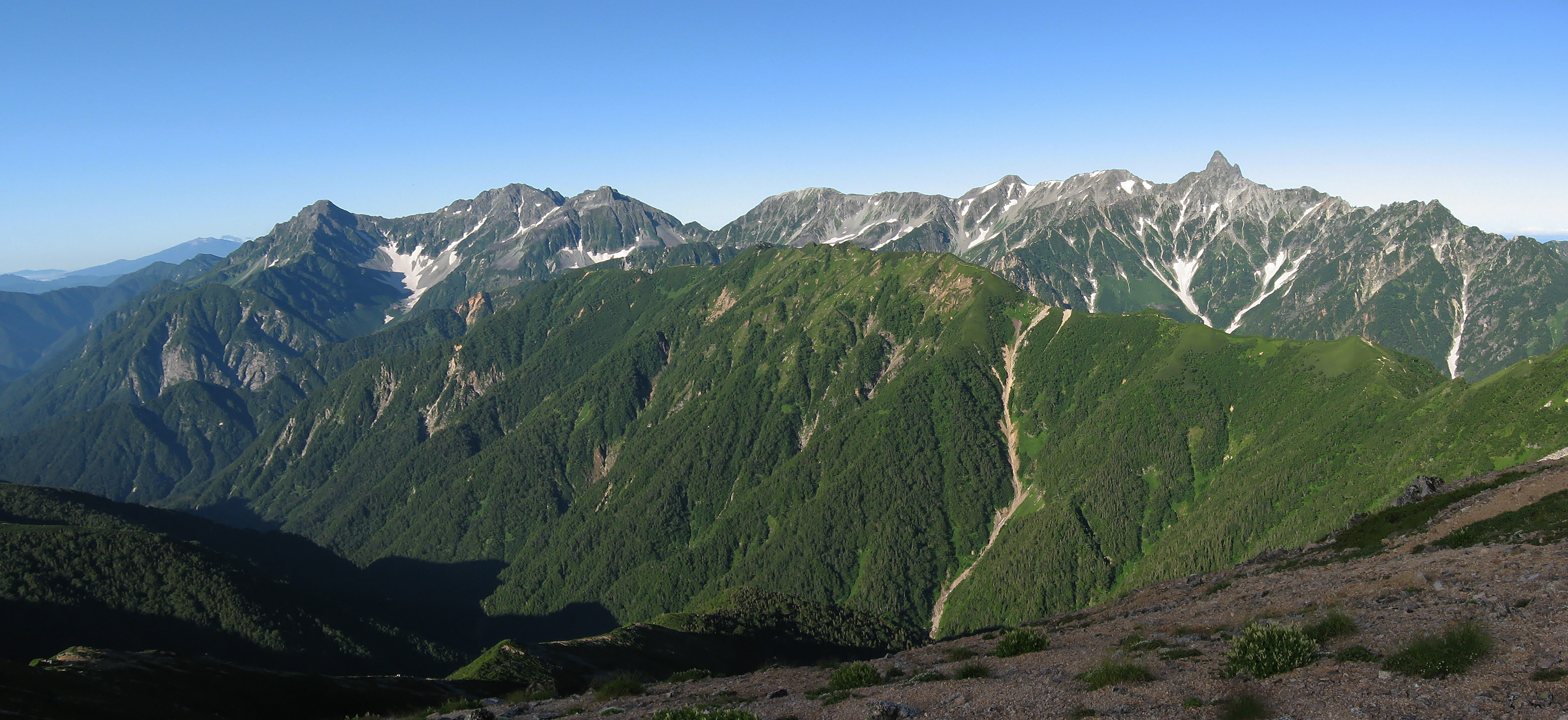
Hida-Gebirge
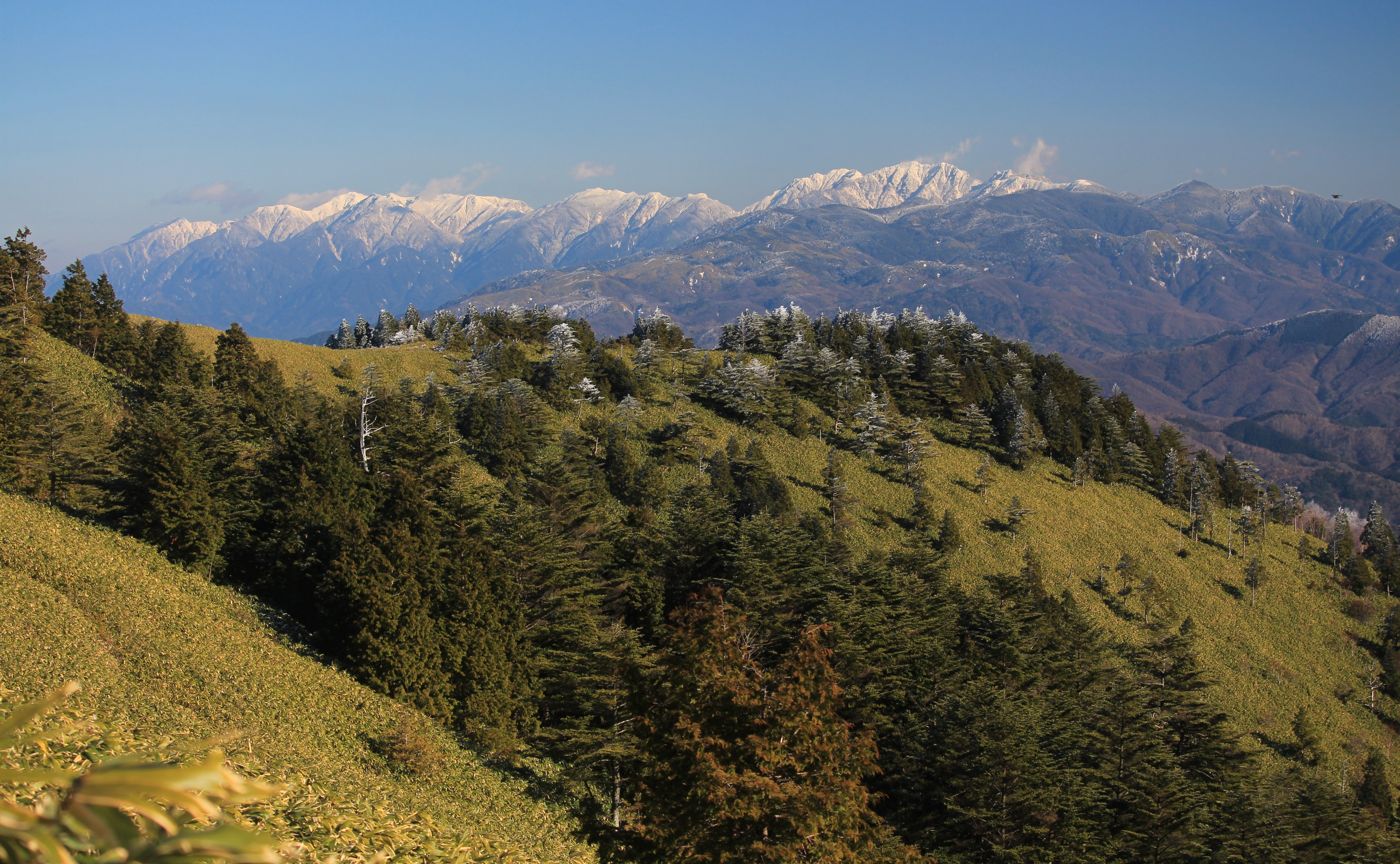
Kiso-Gebirge